# Szemekbe zárt titkok (film, 2015)
A Szemekbe zárt titkok (eredeti cím: Secret in Their Eyes) 2015-ben bemutatott amerikai filmthriller, amelyet Billy Ray írt és rendezett. A főbb szerepekben Chiwetel Ejiofor, Nicole Kidman, Julia Roberts, Dean Norris és Michael Kelly látható.
Az Amerikai Egyesült Államokban 2015. november 20-án, Magyarországon 2015. december 3-án mutatták be a mozikban.

## Szereplők
| Szereplő               | Színész               | Magyar hang     |
| ---------------------- | --------------------- | --------------- |
| Raymond "Ray" Kasten   | Chiwetel Ejiofor      | Kálid Artúr     |
| Claire Sloan           | Nicole Kidman         | Pápai Erika     |
| Jessica "Jess" Cobb    | Julia Roberts         | Tóth Enikő      |
| Bumpy Willis           | Dean Norris           | Barbinek Péter  |
| Reginald "Reg" Siefert | Michael Kelly         | Forgács Péter   |
| Martin Morales         | Alfred Molina         | Csuja Imre      |
| Carolyn Cobb           | Zoe Graham            | Czető Zsanett   |
| Kit                    | Lyndon Smith          | Kis-Kovács Luca |
| Anzor Marzin           | Joe Cole              | Szatory Dávid   |
| Fierro                 | Donald Patrick Harvey | Megyeri János   |
| Fotós                  | Walter Tabayoyong     | Kapácsy Miklós  |